# 爆風三国志 我王の乱
『爆風三国志 我王の乱』（ばくふうさんごくし がおうのらん）は、原作：川辺優、作画：山口正人による日本の漫画作品。単行本は全15巻。

## 概要
『週刊漫画ゴラク』（日本文芸社）にて連載された。『三国志』を題材とした歴史漫画。
黄巾の乱で混迷する後漢王朝において、乱を鎮圧するために曹操、劉備、孫堅らの活躍を描くところから始まる。乱は彼らの活躍で鎮圧されるが、後漢王朝は宦官と外戚の対立でますます混迷し、そしてそれに乗じてやってきた董卓の暴政、呂布の台頭などが描かれる。呂布が曹操・劉備連合軍に敗れて処刑されるところで「第1部完」となった。

## 主な登場人物
劉備（りゅうび）
本作の主人公。字は玄徳。後漢の乱れを憂いて奮起し、志と野望をもって戦乱の大局に挑む熱血漢。
関羽（かんう）
劉備の義弟。長身長鬚で青龍偃月刀を操り、学問を好む無頼漢。呂布と互角の武勇を誇る。
張飛（ちょうひ）
字は益徳。劉備、関羽の義弟。虎髭に雷声、蛇矛を操る酒好きの好漢。
曹操（そうそう）
劉備最大のライバル。字は孟徳。「乱世の奸雄」と評される天才。
夏侯惇（かこうとん）
字は元譲。曹操の従兄弟で挙兵時から従う勇猛な将軍。
孫堅（そんけん）
字は文台。海賊退治で名を挙げた豪放磊落な武人。孫策、孫権の父。
孫策（そんさく）
孫堅の長男。字は伯符。孫権の兄。
孫権（そんけん）
孫堅の次男。字は仲謀。孫策の弟。
呂布（りょふ）
字は奉先。馬術、弓術、腕力の全てに優れ、善悪を超越した地上最強の戦士として描かれている。
陳宮（ちんきゅう）
字は公台。曹操の参謀だったが、荀彧に対する曹操の信任とその嫉妬から曹操を裏切って呂布の参謀となる。
荀彧（じゅんいく）
字は文若。名門出身で王佐の才と評される。袁紹に手厚く迎えられるが仕官を拒否して曹操の参謀となる。
董卓（とうたく）
字は仲穎。無双の腕力と冷酷な心をもつ後漢末最大の悪漢。
李儒（りじゅ）
董卓の娘婿で参謀。董卓を恐れつつも様々な献策をする。
袁紹（えんしょう）
字は本初。名門中の名門で曹操と幼馴染。
袁術（えんじゅつ）
字は公路。袁紹の異母弟。ただし籍の上では従弟。自己中心的な人物。
公孫瓚（こうそんさん）
字は伯珪。白馬将軍と呼ばれて異民族に恐れられる北方の英雄。劉備の学友にして理解者。
霊帝（れいてい）
後漢の第12代皇帝。姓名は劉宏（りゅうこう）。政治に無関心で宦官に操られる。
何太后（かたいごう）
霊帝の皇后。実子の劉弁の即位で太后となる。
何進（かしん）
字は遂高。何太后の兄。妹が霊帝の寵愛を受けたため大将軍となる。
張譲（ちょうじょう）
宦官。十常侍の筆頭。政権を裏から操る。
蹇碩（けんせき）
十常侍の1人。霊帝の寵愛を受ける宦官。
張角（ちょうかく）
黄巾の乱の指導者で後漢の転覆を謀り蜂起する。
趙弘（ちょうこう）
黄巾賊の頭目。大軍を率いて宛城を占拠する。
盧植（ろしょく）
字は子幹。後漢の儒学者で後漢の黄巾賊討伐の近衛北軍司令。劉備の学問の師匠。
劉焉（りゅうえん）
後漢の皇族。冀州の刺史。
程遠志（ていえんし）
黄巾軍の渠帥（将軍）。
皇甫嵩（こうほすう）
字は義真。後漢の官僚。近衛左軍司令として黄巾軍に当たる。
波才（はさい）
黄巾軍の渠帥（将軍）。

## 書籍情報
- 原作：川辺優、作画：山口正人『爆風三国志 我王の乱』日本文芸社〈ニチブンコミックス〉全15巻

1. 1998年04月
2. 1998年07月
3. 1998年10月
4. 1998年12月
5. 1999年03月
6. 1999年06月
7. 1999年09月
8. 2000年01月
9. 2000年04月
10. 2000年07月
11. 2000年10月
12. 2001年01月
13. 2001年02月
14. 2001年04月
15. 2001年06月